# William Helu
Pour les articles homonymes, voir Helu.
Pas d'image ? Cliquez ici

a Compétitions nationales et continentales officielles uniquement.

b Matchs officiels uniquement.
Dernière mise à jour le 6 août 2024.
William Helu, né le 19 avril 1986 à Ōtāhuhu (Nouvelle-Zélande), est un joueur de rugby à XV international tongien évoluant au poste d'ailier ou de centre.

## Carrière

### En club
William Helu a fait ses débuts professionnels en 2007 avec le club australien de Randwick en Shute Shield. Lors de son passage au club, il dispute 26 matchs et inscrit 22 essais et 3 transformations.
En 2008, il signe un contrat avec le club français de Limoges qui évolue en Fédérale 1.
Après de bonnes performances, il tente sa chance au niveau au-dessus avec Grenoble en Pro D2 pour la saison 2009-2010 . Il dispute alors vingt matchs (au centre ou à l'aile) et inscrit deux essais.
En fin de saison, il quitte la France pour le Campionato Nazionale Eccellenza et le club de Rome, avec qui il ne dispute que sept matchs.
En 2011, il signe un contrat de deux saisons avec le club de Bristol en D2 anglaise, après avoir été repéré lors de la Coupe du monde en Nouvelle-Zélande. il dispute seize matchs pour dix essais inscrits lors de sa première saison, puis décide de quitter le club un an avant la fin de son contrat,.
Lors de la saison 2012-2013, il retourne jouer en Australie avec le club de Manly en Shute Shield.
La saison suivante, il est recruté par le club londonien des Wasps en Aviva Premiership avec qui il signe un contrat de deux ans. Il dispute alors une première saison réussie en 2013-2014, avec dix-neuf matchs toutes compétitions confondues, pour neuf essais marqués. La seconde saison est, en revanche, beaucoup moins réussie avec seulement sept matchs disputés, mais avec tout de même cinq essais inscrits.
Il rejoint en 2015 le Pro12 et le club d'Édimbourg, pour un contrat portant sur deux saisons.
En 2017, il rejoint le club roumain de Timisoara Saracens en SuperLiga. Il joue une saison avec ce club avant de mettre un terme à sa carrière de joueur.

### En équipe nationale
William Helu obtient sa première cape internationale avec l'équipe des Tonga le 19 juin 2010 à l'occasion d'un match contre l'équipe des Fidji à Apia,.
Il est sélectionné pour disputer la Coupe du monde 2011 en Nouvelle-Zélande. Il ne dispute qu'un seul match contre l'équipe du Canada.
Il fait partie du groupe tongien sélectionné pour participer à la Coupe du monde 2015 en Angleterre. Il dispute trois matchs contre la Géorgie, la Namibie et la Nouvelle-Zélande. le match contre la Nouvelle-Zélande marque la fin de sa carrière internationale, avec un bilan de vingt-trois sélections, et six essais marqués.

## Statistiques en équipe nationale
- 23 sélections avec les Tonga entre 2010 et 2015.
- 6 essais marqués (30 points).

- Participation à la Coupe du monde en 2011 (1 match) et 2015 (3 matchs).